# Erik de Vogel
 (octobre 2018).
Si vous disposez d'ouvrages ou d'articles de référence ou si vous connaissez des sites web de qualité traitant du thème abordé ici, merci de compléter l'article en donnant les références utiles à sa vérifiabilité et en les liant à la section « Notes et références ».
Erik de Vogel, né le 2 mai 1961 à Haarlem, est un acteur néerlandais.

## Carrière
Il est en couple avec l'actrice Caroline De Bruijn. De cette union naît trois enfants (Solane, Vince et Alix).

## Filmographie

### Cinéma
- 1982 : Maya : Lid van sekte
- 1985 : Ornithopter : Reinier
- 1989 : The Deadly Sin : Le politicien
- 1989 : Lost in Amsterdam (nl) : Orlando da Silva
- 1995 : Flodder 3 - Daniël, zoon van verloofde
- 1995 : Pepernoten voor Sinterklaas (nl) : Hoofdpiet
- 1998 : Goede tijden, slechte tijden: De reünie (nl) : Ludo Sanders
- 2005 : Deuce Bigalow: European Gigolo : Agent
- 2005 : Opruiming

### Téléfilms
- 1991 : 12 steden, 13 ongelukken (nl) : Collega Gerrit
- 1992 : In de Vlaamsche pot (nl) : Als datepartner voor Lucien
- 1993 : Bureau Kruislaan (nl) :Instructeur
- 1994 : De laatste carrière
- 1996 : Westzijde Posse (nl) : Rechercheur
- 1996 : Goede tijden, slechte tijden de Reg Watson : Ludo Sanders
- 1996 : Baantjer : Nico Vriend
- 2013 : Het imperium (nl) : Docteur Romeyn
- 2018 : De TV Kantine (nl) : Frank Jansen